# Ittihad Zemmouri de Khémisset
IZK Khémisset is een Marokkaanse voetbalclub uit Khémisset die speelt in de Botola 2, het op een na hoogste niveau. De club werd in 1940 opgericht.

## Palmares
- Beker van Marokko
  - Finalist: 1973

Raja de Beni Mellal ·
Club Jeunesse Ben Guerir ·
Rachad Bernoussi ·
Youssoufia Berrechid ·
Maghreb Fez ·
Wydad de Fès ·
JA Kasbah Tadla ·
KAC Kenitra ·
Jeunesse Massira ·
Mouloudia Oujda ·
US Musulmane d'Oujda ·
AS Salé ·
Union de Sidi Kacem ·
Wydad de Témara ·
Ittihad Zemmouri de Khémisset